# Ladonia (micronação)
Ladonia (Ladonien), oficialmente a República Real da Ladonia, é uma micronação autoproclamada em 1996, depois de uma longa batalha judicial entre o artista (escultor) sueco Lars Vilks e autoridades locais (sul da Suécia). Nesse pequeno território, um enclave no sul do país, há duas esculturas que o governo sueco queria remover, por se tratar de um área de preservação ambiental. Em protesto contra essa atitude governamental, Lars Vilks declarou a área como uma nação independente, fato não reconhecido por nenhum país.

## História
Em 1980, o escultor Lars Vilks começou a construção de duas esculturas, Nimis (Latim para "demais"), uma estrutura de 75 toneladas de madeira flutuada no mar e Arx (Latim para "fortaleza"), uma estrutura em pedra. Ambas foram feitas dentro da reserva natural de Kullaberg, na pequena península de "Kullen", a noroeste de Skåne, Suécia. O local onde as esculturas foram erigidas é de difícil acesso e, por isso, as mesmas não tiveram, durante dois anos, sua presença percebida. Ao saber da existência das mesmas em 1982, o Conselho da municipalidade local decidiu pela remoção das esculturas. Eles consideraram as esculturas como sendo residências, o que não poderia haver numa reserva ecológica.
Vilks apelou dessa decisão da municipalidade e perdeu. O artista recorreu mais vezes e por fim, veio a decisão final do Conselho a favor do Governo Sueco. Nesse ínterim, a escultura Nimis fora comprada de Vilks pelos artistas ecológicos Christo e Jeanne-Claude. Em 1996 Vilks declarou independente o "microestado" de Ladonia, em protesto contra o Municipalidade.
Em 1999, outra escultura, Omphalos foi criada em Ladonia, feita de pedra e concreto, com altura de 1,6 m e peso de uma tonelada. A Fundação "Gyllenstiernska Krapperup", cujo objetivo é promover a arte e a cultura, acusou Vilks pela indevida construção dessa escultura e apresentou queixa às autoridades policiais. A corte distrital ordenou sua remoção. A Fundação também solicitou a remoção das obras mais antigas, Nimis e Arx, porém, a corte distrital não acatou essa última denúncia. A Fundação apelou à Suprema Corte do país. A polícia não podia identificar com certeza os autores das esculturas, mas a corte distrital considerou que eram obras de Wilks.
A remoção de Omphalos foi muito controversa. Vilks foi solicitado a encontrar uma boa maneira de remover a escultura. O artista propôs explodi-la em 10.12.2001 dia do Prêmio Nobel, 100.º aniversário desse prêmio, solicitando ao Conselho da Municipalidade a permissão para fazê-lo. A decisão positiva foi tomada em 07.12.2001, mas mantida secreta até 10.12.2001. Nesse período, outro artista, Ernst Billgren, comprou Omphalos de Vilks e solicitou que não fosse danificada quando da remoção. Nas primeiras horas de 09.12.2001, um navio com guindaste foi mandado pela "Dykma", sob contrato da Administração de Execuções Jurídicas da Suécia, ao local e removeu a escultura (ao custo de 92.500 SEK, coroas suecas, a serem cobradas de Vilks). Mesmo com  a solicitação do comprador, a estátua ficou danificada no transporte e a Administração de Execuções Jurídicas foi satiricamente declarada "Artista de Performance do Ano" em 2002.
Depois disso, Vilks entrou mais uma vez com uma ação contra o Conselho, agora solicitando permissão para erguer um "memorial" no local onde Omphalos estivera. A permissão foi dada para um monumento, desde que o mesmo não fosse maior do que 8 cm de altura, o que foi devidamente feito e o pequeno monumento foi inaugurado em 27.02.2002.
Ainda em 2002, Vilks informou que cerca de 3 mil paquistaneses, confundidos com as informações do "website" da pequena suposta nação, haviam solicitado oportunidades como imigrantes. Em julho de 2006, um "website" satírico da ACFI ("Armed Coalition Forces of the Internets") declarou guerra à "micronação" Ladônia, alegando que o seu  governo não reconhecera o direito dos cidadãos da Internet e da sua Pirataria.

## População e Cidadania
Quando de sua criação, Ladônia era totalmente desabitada. Conforme Vilks, "Ninguém vive em Ladônia, todos seus cidadãos são nômades". Hoje, são cerca de 14 mil os cidadãos autodeclarados de Ladônia, porém não residentes. Pode-se ser um cidadão de Ladônia ao custo de 12 USD, sem outra exigência.
Hoje, muitos dos cidadãos "Ladonianos" são Ministros do país, com estilos muito próprios, sendo em sua maioria artistas amigos oriundos de vários locais do mundo, que ouviram falar de Vilks. Muitos chegaram a especular que o país seria Muçulmano, por sua bandeira ser inteiramente verde, como a da Líbia. Não há, porém, estatísticas sobre a religiosidade de seu povo. Vilks diz que a bandeira é de fundo verde com a Cruz Nórdica da exata mesma cor sobre esse fundo, o que é uma visível provocação do artista, compatível com o caráter nada convencional de seu dito "país".

A bandeira contém uma suposta cruz não visível.

## Governo
Além da Rainha Carolyn I, há um presidente interino desde 2007, Fredrik Axwik, o qual já era também Ministro das Artes desde 1998, quando a nação foi criada. Axwik tomou posse depois de um golpe de estado pacífico, após renúncia do governante anterior. O antigo e atual vice-presidente Kicki von Hankell havia renunciado ao posto e reassumido o cargo três vezes, num período de turbulência.
Os Ministérios são muitos e sua quantidade está sempre crescendo. Seus nomes têm conotações artísticas e nomes bastante peculiares e estranhos. Ladônia emite seus próprios Selos postais.

## Nimis
Nimis é uma série de esculturas situadas ao longo do litoral da Reserva Natural de Kullaberg, em Höganäs, na parte norte de Skåne, Suécia. Formam uma significante estrutura em Labirinto, que contém várias torres interligadas, sendo supostamente toda construída de madeira flutuante deitada às praias pelo mar.
Sua instalação e construção foi iniciada em 1980 pelo professor Lars Vilks, obra de arte que levou a longas disputas legais entre esse artista e o estado sueco. Como Vilks não obtivesse a permissão para essa obra a ser feita dentro da reserva ecológica "Kullaberg, o Bureau Administrativo do Condado de Skåne pretendeu demolir o conjunto escultural, mesmo que o mesmo já houvesse ficado popular entre os turistas.
Como Nimis não tem sua existência reconhecida ou sancionada pelo Estado Sueco, é um local difícil de ser localizado, não há placas de sinalização, não é um local marcado em mapas. Fica poucos quilômetros a noroeste de cidade de Arild e nas proximidades de Mölle. Somente pode ser acessado a pé, num caminho bastante precário com letras "N" amarelas pintadas em árvores e cercas. O caminho inicia como uma estrada de fácil rodagem, mas sem calçamento, partindo de "Himmelstorp", uma sede de fazenda bem conservada, mas logo se torna o caminho com muitas pedras, trechos íngremes que descem rumo ao litoral.

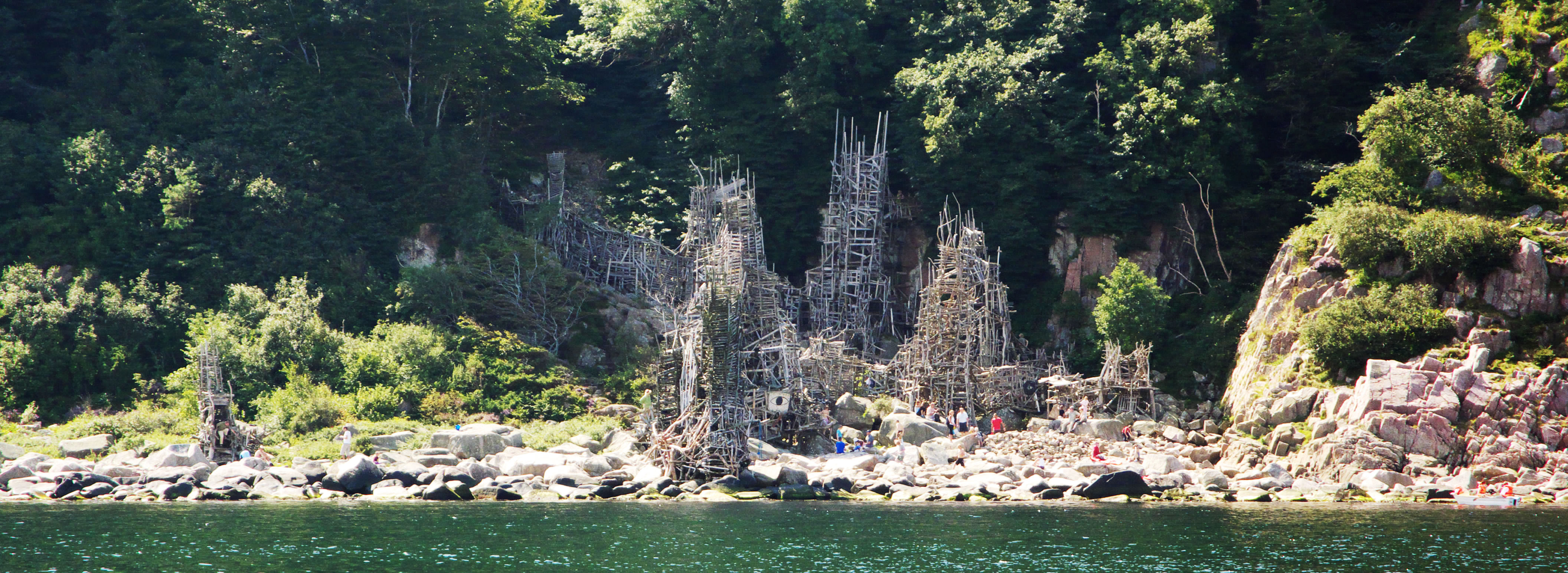
Nimis vista da baía

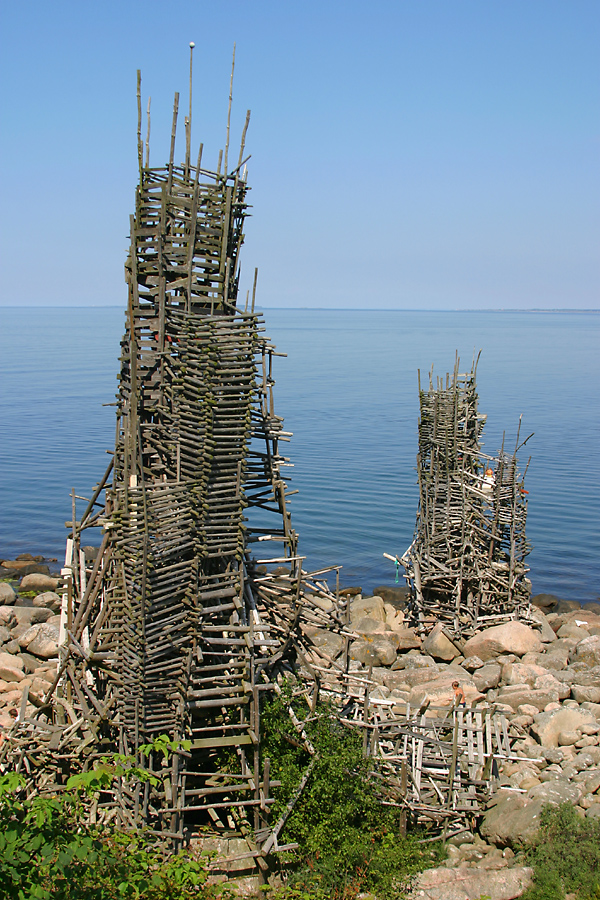
Nimis

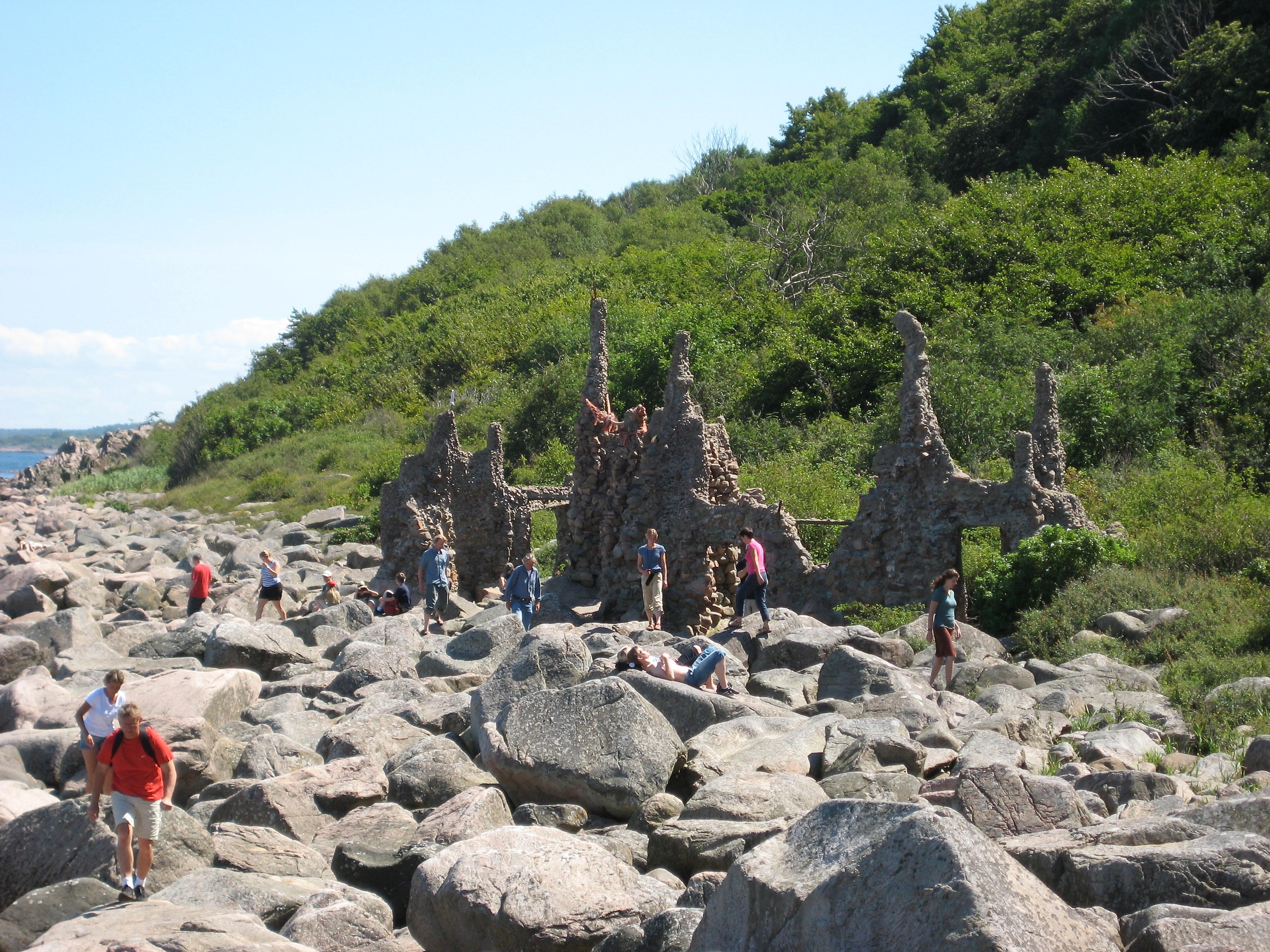
Arx